# Protein Science
Protein Science est une revue scientifique à comité de lecture couvrant la recherche sur la structure, la fonction et la signification biochimique des protéines, leur rôle dans la biologie moléculaire et cellulaire, la génétique et l'évolution, ainsi que leur régulation et leurs mécanismes d'action. Le journal est publié par Wiley-Blackwell au nom de la Protein Society. Le facteur d'impact en 2024 de la revue est de 4.67.

## Résumé et indexation
Les articles publiés sont déposés, depuis janvier 2008, dans le dépôt PubMed Central avec un embargo de 12 mois. Protein Science est indexé et résumé dans MEDLINE, Science Citation Index et Scopus.